# Fukoxanthin
Fukoxanthin je barvivo ze skupiny xantofylů. Vyskytuje se jako pomocný pigment v chloroplastech chaluh a dalších zástupců kmene Ochrophyta (Heterokontophyta), jimž dodává hnědou či olivově zelenou barvu.
Fukoxanthin přijímá světelné záření v oblasti barevného spektra od modrozelené po žlutozelenou, v rozsahu od 450 do 540 nm s vrcholem mezi 510 a 525 nm.[zdroj?]

## Zdravotní účinky
Metabolické a nutriční studie provedené na myších a krysách na univerzitě Hokkaidó ukazují, že fukoxanthin podporuje spalování tuku v tukových buňkách bílé tukové tkáně posílením thermogeninu. Následná studie, jištěná pomocí dvojitě slepého testování a placeba, provedená na ženách s poruchou jater, jimž byl podáván výtažek z mořských řas s obsahem fukoxanthinu spolu s olejem z granátových jablek, ukázala u obézních žen snížení váhy v průměru o 4,9 kg během 16 týdnů.